# Poecilotylus bistrigatus
Poecilotylus bistrigatus är en tvåvingeart som beskrevs av Günther Enderlein 1922. Poecilotylus bistrigatus ingår i släktet Poecilotylus och familjen skridflugor. Inga underarter finns listade i Catalogue of Life.